# Ivon Wilson
Ivon Vernon Wilson (1885 – 1974) foi um notável dentista da Nova Zelândia e promotor regional. Ele nasceu em Dunedin, Nova Zelândia, em 1885.
Nas honras de Ano Novo de 1964, Wilson foi nomeado Oficial da Ordem do Império Britânico pelos serviços prestados à comunidade.